# St. Ewe
St. Ewe är en civil parish i Storbritannien. Den är belägen i grevskapet Cornwall och riksdelen England, i den södra delen av landet, 400 km väster om huvudstaden London.
Klimatet i området är tempererat. Årsmedeltemperaturen i trakten är 10 °C. Den varmaste månaden är juli, då medeltemperaturen är 14 °C, och den kallaste är januari, med 4 °C.